# القنب الهندي في الغابون
القنب الهندي محظور في الغابون

## التاريخ
في عام 1910, أحضر التجار الأوروبيون في الغابون القنب الهندي المنتج محليًا.